# 納妾記第二季
《纳妾记第二季》，2016年中国偶像剧。本剧改编自沐轶的同名小说，由孫堅、雨婷兒、何育駿、安悅溪、賴雨濛于2016年7月19日首播。

## 演员列表
| 演員   | 角色   | 介紹 |
| 孫堅   | 杨秋池 | 一个满脑子现代思想的小法医，一次偶然的机会穿越至明朝永乐年间后生活便起了翻天覆地的变化，利用现代科学知识，在几百年前的明朝掀起了风云。 |
| 王伟   | 冯晓雪 | 杨秋池正妻，一直为杨秋池默默付出。 |
| 郝艾莉 | 秦芷若 | 为杨秋池第一个妾，敢爱敢恨。 |
| 何育骏 | 龙子胥 | 又名阿祖，俏书生，杨秋池的好基友兼助手。                                                                                               |
| 安悦溪 | 宋晴   | 因母亲被胁迫之顾做卧底，被杨秋池识破后放走，后嫁给杨秋池成为第二个小妾。                                                               |
| 赖雨濛 | 柳若冰 | 宋芸儿师傅，杨秋池的“神仙姐姐”，气质出尘，武功高强，冷若冰霜。一心追杀建文余党为师报仇。                                               |
| 雨婷儿 | 宋芸儿 | “恐龙”妹，宋县令之女，杨秋池穿越后遇到的第一个美女。杨秋池办案时的小尾巴，古灵精怪，为人正直。喜欢喊杨秋池“队长哥”。                   |
| 尹君正 | 马渡   | 锦衣卫千戶，杨秋池好友。 |
| 刘金   | 宋知县 | 广德县县令，宋芸儿的父亲，官迷，爱财，胆小，人不坏。                                                                                   |
| 李嘉熙 | 郝倩   | 富商郝家大小姐 |
| 李可   | 春芽   | 白骨案李可瑩ㄚ環 |
| 高歆迪 | 虛乙   | 柳若冰師姊 |

## 电视原声
| 曲序 | 曲目                     |      | 作曲           | 演唱         |
| ---- | ------------------------ | ---- | -------------- | ------------ |
| 1.   | 疾行风暴（片头曲）       | 陈炼 | 刘笑野、于译洋 | 孙坚、雨婷儿 |
| 2.   | 雨停以後抱緊我（片尾曲） | 陈炼 | 劉笑野         | 雨婷兒       |